# 应保寿
应保寿（1882年—1936年3月24日），又名昌业，浙江温岭县岙环乡雷公岙村人，中国共产党早期人物、中国工农红军将领。

## 生平
1926年，应保寿因家道中落迁居玉环县芳杜乡中赵村仓前。1929年底，坞根游击队领导人来芳杜乡进行民运，应保寿等响应，并加入中国共产党。应保寿还组建50多人的农民武装队伍，组成坞根游击大队一个中队。1930年7月8日，坞根游击大队主力200余人，从苔山出发，分兵三路包围茶头村冲击保卫队。茶头战后，应保寿任中国工农红军第十三军二团楚门游击大队大队长，并率部在玉环等地机动作战。1930年底，红十三军主力失败，浙江省省防军及水师轮番至玉环围捕红二团。应保寿率部在苔山、海山、芦浦、沙湾等地。1934年10月，应保寿及原坞根游击大队领导人赵裕平等20余人在洋屿遭保卫团围袭，退至关庙固守。
1935年1月，浙江省政府悬赏1300元大洋缉拿应保寿。同年6月21日，浙江省保安司令密令温州、台州督察专员，将玉环、乐清、温岭、永嘉四县外海警察队、地方武装及“永平号”军舰等组成“清剿联合队”，以玉环坎门为据点，对红十三军余部海上游击大队进行清剿。1936年3月24日，应保寿和数名游击队员在温岭杨柳坑扁屿洋面被国军包围，在激战中身中八弹阵亡。国军将应保寿遗体送往温岭松门验明正身后砍首，在温岭、玉环等地巡回悬首示众。温岭坞根红十三军烈士陵园和玉环烈士陵园分别立基碑纪念。1986年10月，经浙江省人民政府批准，应保寿追认为革命烈士。